# Kirk Acevedo
Kirk M. Acevedo (New York, 27 novembre 1971) è un attore statunitense di origini portoricane.

## Biografia
I genitori di Kirk emigrarono da Porto Rico per trasferirsi a Brooklyn, dove Kirk è nato. Poco dopo si trasferirono nel Bronx, dove Kirk è cresciuto e dove è andato a scuola. Sin dall'infanzia ha dimostrato un grande interesse per la recitazione, improvvisando alcuni show in famiglia. Acevedo recitava anche nel gruppo d'arte drammatica a scuola.
Nel 1999 Kirk ha vinto un ALMA Award (American Latino Media Arts Awards) per la sua interpretazione nel film La sottile linea rossa. Comunque è conosciuto principalmente per il ruolo di Miguel Alvarez nella serie televisiva della HBO Oz, di Hector Salazar nella serie poliziesca Law & Order - Il verdetto e di Charlie Francis nella sere televisiva Fringe. Nel 2007 ha prestato la sua voce al protagonista del videogioco The Darkness, Jackie Estacado.
È sposato dal 2005 con Kiersten Warren, dalla quale ha avuto un figlio. Ha co-fondato la compagnia teatrale The Rowschach Group, con Shea Whigham.

## Filmografia

### Attore

#### Cinema
- Arresting Gena, regia di Hannah Weyer (1998)
- La sottile linea rossa (The Thin Red Line), regia di Terrence Malick (1998)
- 1 chilometro da Wall Street (Boiler Room), regia di Ben Younger (2000)
- In the Weeds, regia di Michael Rauch (2000)
- The Visit, regia di Jordan Walker-Pearlman (2000)
- Bait - L'esca (Bait), regia di Antoine Fuqua (2000)
- Dinner Rush, regia di Bob Giraldi (2000)
- The New World - Il nuovo mondo (The New World), regia di Terrence Malick (2005)
- 5up 2down, regia di Steven Kessler (2006)
- Imbattibile (Invincible), regia di Ericson Core (2006)
- Apes Revolution - Il pianeta delle scimmie (Dawn of the Planet of the Apes), regia di Matt Reeves (2014)
- Insidious - L'ultima chiave (Insidious: The Last Key), regia di Adam Robitel (2018)

#### Televisione
- New York Undercover – serie TV, episodi 1x07-2x02-3x17 (1994-1997)
- I ragazzi irresistibili (The Sunshine Boys), regia di John Erman – film TV (1995)
- Swift - Il giustiziere (Swift Justice) – serie TV, episodio 1x12 (1996)
- Law & Order - I due volti della giustizia (Law & Order) – serie TV, episodio 7x05 (1996)
- Oz – serie TV, 46 episodi (1997-2003)
- Witness to the Mob, regia di Thaddeus O'Sullivan – film TV (1998)
- Sentinel (The Sentinel) – serie TV, episodio 4x04 (1999)
- Squadra emergenza (Third Watch) – serie TV, episodi 2x15-2x16 (2001)
- Band of Brothers - Fratelli al fronte (Band of Brothers) – miniserie TV, 6 episodi (2001)
- Fastlane – serie TV, episodio 1x22 (2003)
- Paradise, regia di Frank Pierson – film TV (2004)
- NYPD - New York Police Department (NYPD Blue) – serie TV, episodio 11x13 (2004)
- Law & Order - Unità vittime speciali (Law & Order: Special Victims Unit) – serie TV, 4 episodi (2005-2017)
- Law & Order - Il verdetto (Law & Order: Trial by Jury) – serie TV, 13 episodi (2005-2006)
- Numb3rs – serie TV, episodio 2x15 (2006)
- 24 – serie TV, episodio 5x20 (2006)
- The Black Donnellys – serie TV, 14 episodi (2007)
- Cold Case - Delitti irrisolti (Cold Case) – serie TV, episodio 5x01 (2007)
- Fringe – serie TV, 32 episodi (2008-2013)
- White Collar – serie TV, episodio 1x03 (2009)
- Prime Suspect – serie TV, 13 episodi (2011-2012)
- Missione Mercurio (Collision Earth), regia di Paul Ziller – film TV (2011)
- The Mentalist – serie TV, episodio 5x05 (2012)
- CSI - Scena del crimine (CSI: Crime Scene Investigation) – serie TV, episodio 13x13 (2013)
- CSI: NY – serie TV, episodio 9x15 (2013)
- Person of Interest – serie TV, episodio 3x06 (2013)
- Blue Bloods – serie TV, episodi 4x09 - 5x01 (2013-2014)
- The Walking Dead – serie TV, episodi 4x07-4x08 (2013)
- Grimm – serie TV, episodio 3x11 (2014)
- Legends – serie TV, episodi 1x05-1x06 (2014)
- L'esercito delle 12 scimmie (12 Monkeys) – serie TV, 31 episodi (2015-2018)
- Agents of S.H.I.E.L.D. – serie TV, episodi 2x14-2x15 (2015)
- Kingdom – serie TV, 8 episodi (2017)
- Arrow – serie TV (2017-2019)
- The Offer - miniserie TV (2022)
- Star Trek: Picard – serie TV, episodio 3x05 (2023)

### Doppiatore
- The Darkness – videogioco (2007)

## Doppiatori italiani
Nelle versioni in italiano delle opere in cui ha recitato, Kirk Acevedo è stato doppiato da:
- Alessio Cigliano in Oz, Law & Order - Il verdetto, Insidious - L'ultima chiave
- Roberto Certomà in CSI - Scena del crimine, CSI: NY, Agents of S.H.I.E.L.D.
- Stefano Thermes in Arrow, L'esercito delle 12 scimmie, Stumptown
- Roberto Gammino in Fringe, Prime Suspect
- Fabio Boccanera in La sottile linea rossa, Grimm
- Oreste Baldini in Imbattibile, Blue Bloods
- Corrado Conforti in Law & Order - I due volti della giustizia
- Alessandro Tiberi in Band of Brothers - Fratelli al fronte
- Roberto Draghetti in Numb3rs
- Antonio Palumbo in 24
- Pasquale Anselmo in The Black Donnellys
- Loris Loddi in Cold Case - Delitti irrisolti
- Gianfranco Miranda in White Collar
- Alberto Bognanni in Law & Order - Unità vittime speciali (ep. 15x06, 18x20, 18x21)
- Antonio Zanoletti in Missione Mercurio
- Francesco De Francesco in Person of Interest
- Marco Baroni in The Walking Dead
- Simone Mori in Apes Revolution - Il pianeta delle scimmie
- Christian Iansante in Legends